# Paradores de Turismo de España
Paradores de Turismo de España, S. A., conocida simplemente como Paradores, o tradicionalmente como Paradores Nacionales de Turismo, es una cadena hotelera pública española que gestiona casi cien hoteles distribuidos por toda España y, desde octubre de 2015, una franquicia en Portugal. Los establecimientos están localizados en edificios emblemáticos o emplazamientos destacables que han sido seleccionados por su interés histórico, artístico o cultural. Treinta de sus hoteles están calificados como bienes de interés cultural y otros quince se encuentran en conjuntos históricos declarados bienes de interés cultural. 
El primer establecimiento se inauguró al público en Navarredonda de Gredos (Ávila) en 1928 y el último construido, abierto el 25 de junio de 2020, está en Mugía (La Coruña) en la costa de la Muerte. Paradores de Turismo de España es una sociedad mercantil estatal, con forma de sociedad anónima, cuyo capital es 100 % público, pues su único accionista es la Dirección General del Patrimonio del Estado.

## Historia

### Origen

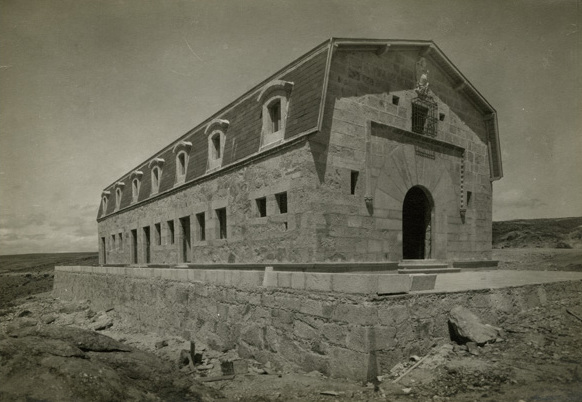
El Parador de Gredos durante su construcción

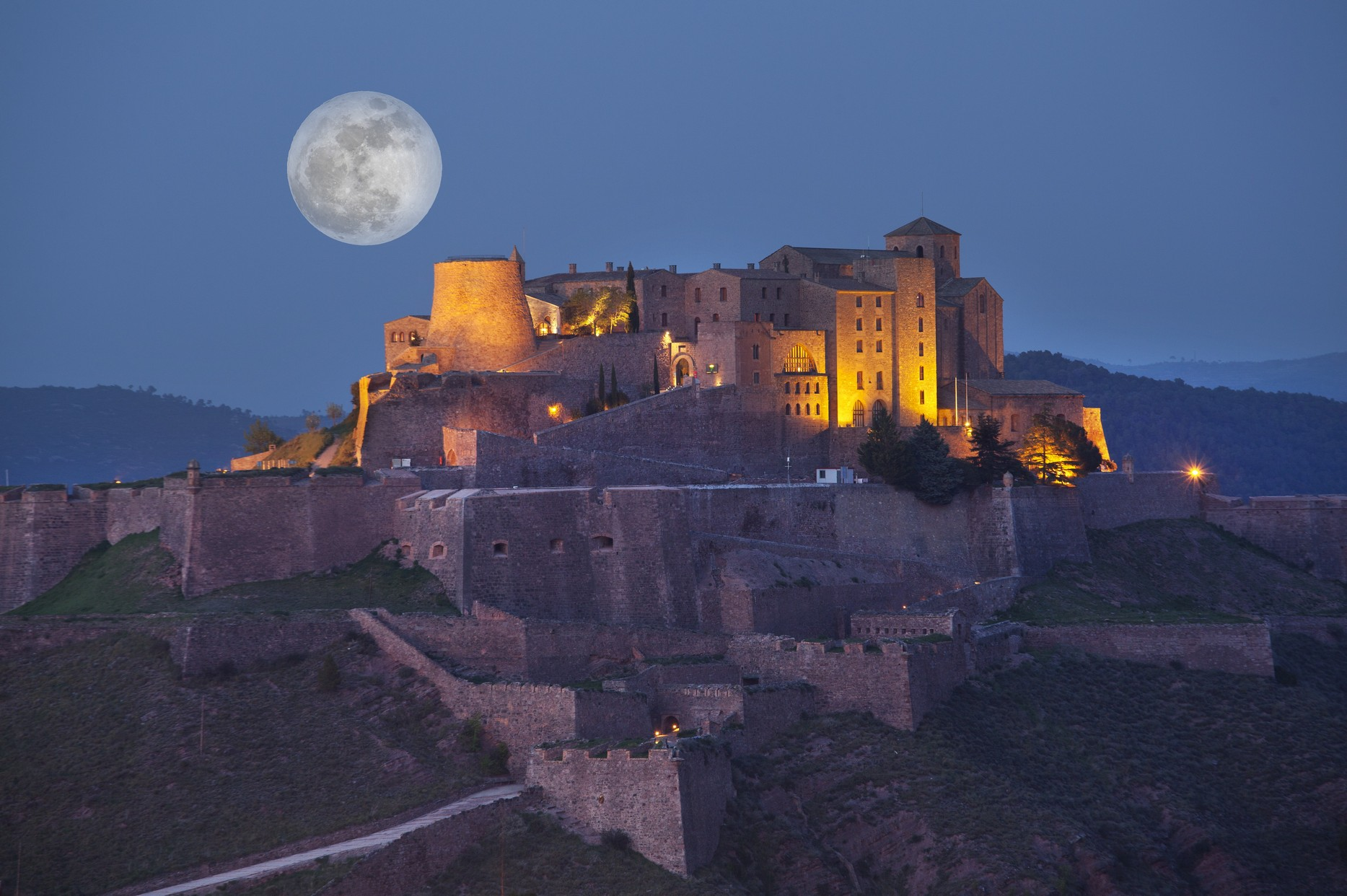
Parador de Cardona, Cataluña

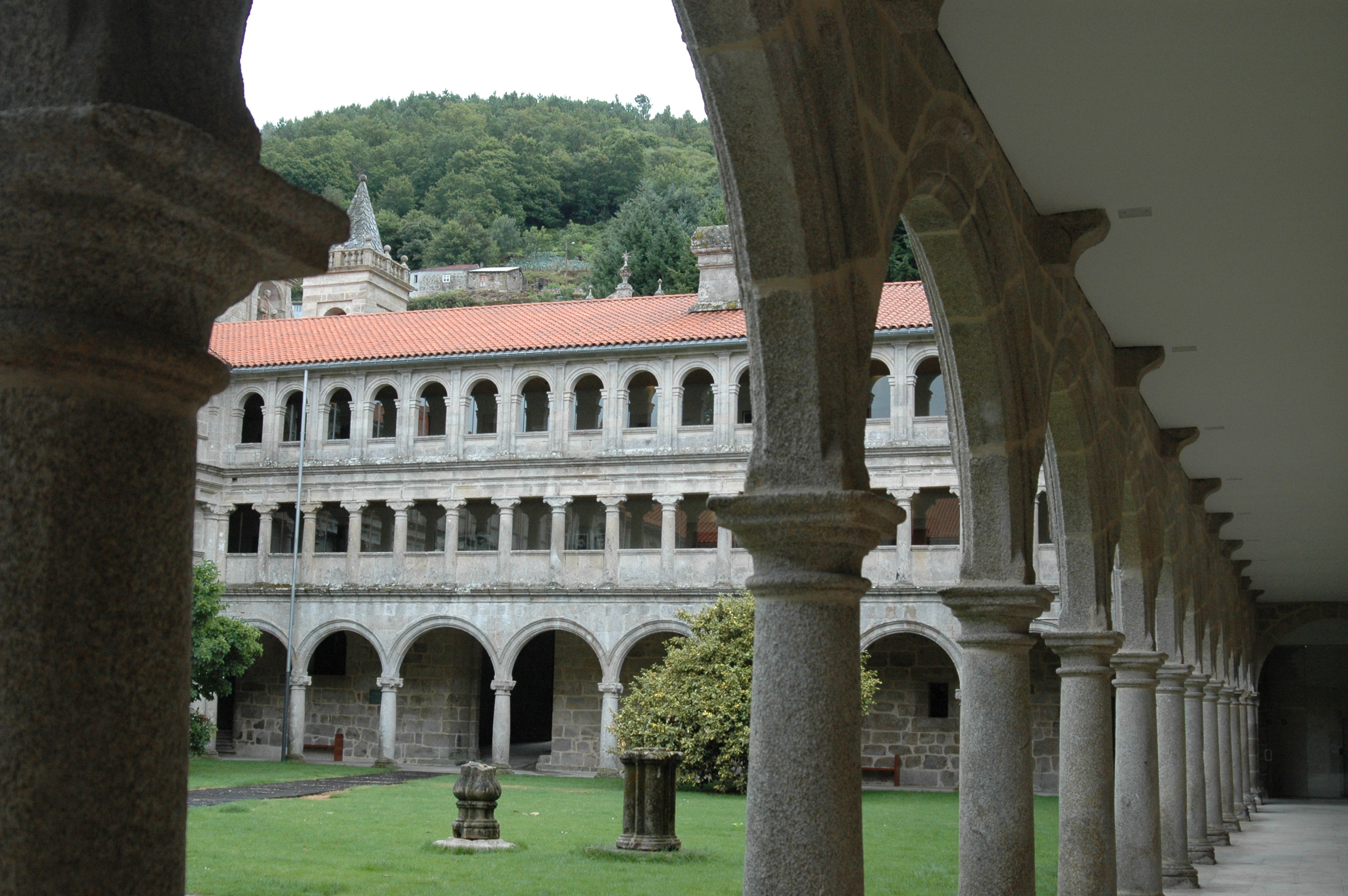
Parador de San Esteban de las Ribas del Sil, en la provincia de Orense, Galicia

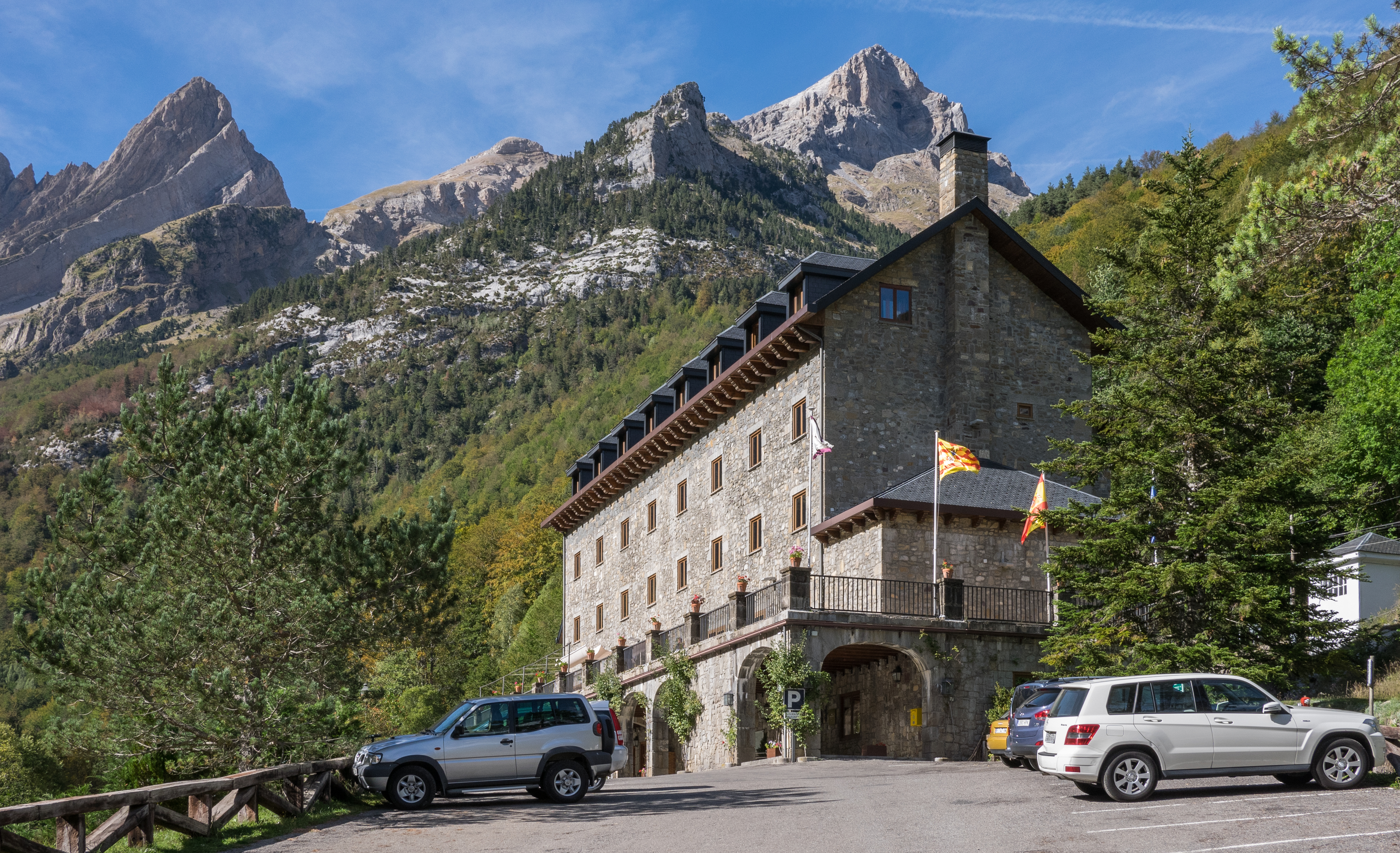
Parador en el valle de Pineta, en la provincia de Huesca, Aragón

El concepto Paradores se remonta a 1926 cuando el Marqués de la Vega-Inclán impulsó la construcción de un alojamiento en la sierra de Gredos, que se convertiría en el primer Parador de la red. Tras la inauguración de este primer establecimiento el 9 de octubre de 1928, se constituyó la Junta de Paradores y Hosterías del Reino.
En su origen se quería construir una serie de hoteles en lugares donde la iniciativa privada no llegaba y que tenían condiciones para atraer turismo, como los parajes de gran belleza, o poblaciones con variada riqueza cultural, artística, histórica. A partir del Parador de Gredos, se quiso también aprovechar y rehabilitar algunos de los numerosos monumentos históricos y artísticos abandonados situados en los alrededores.

### Crecimiento
Los siguientes en abrir sus puertas fueron la Hostería del Estudiante en Alcalá de Henares y el de Ciudad Rodrigo (Salamanca) en 1929, los de Oropesa (Toledo) y Úbeda (Jaén) en 1930 y el de Mérida (Badajoz) en 1933.
Paralelamente, el Patronato Nacional de Turismo, a partir de 1928, empezó a construir los Albergues de Carretera para Automovilistas que, dentro de dos tipos de orientación diferente y en estilo protorracionalista, se adaptaban a las condiciones del lugar. Proyectados y construidos por los arquitectos Carlos Arniches y Martín Domínguez, no todos eran iguales, según el compromiso que ellos mismos habían adquirido al ganar el concurso, en 1929. Después quedaron integrados en la red de Paradores. Fueron doce: Almazán, Aranda del Duero, Benicarló, Medinaceli, Peñas de Riglos, Bailén, Antequera, Puerto Lumbreras, Quintanar de la Orden, La Bañeza, Manzanares y Puebla de Sanabria, de los que quedan algunos reformados (Almazán, Aranda de Duero, Medinaceli, Puerto Lumbreras, Quintanar de la Orden, Manzanares, Puebla de Sanabria), otros han desaparecido (Benicarló, Antequera, La Bañeza) y otros están en ruinas (Bailén, Peñas de Riglos). Los que quedan han sido muy reformados (como es el caso del de Manzanares en Ciudad Real, modificado para hacerlo más «típico», habiendo perdido su carácter racionalista). 
Con la independencia del protectorado español de Marruecos en 1956, se perdieron algunos paradores emblemáticos, como el de Tetuán y el de Chauen. El mayor proceso expansivo se produjo en la década de 1960, coincidiendo con el importante desarrollo turístico que vivió el país. En esos años, la red de Paradores pasó de 40 a 83 establecimientos.
El abandono del Sahara español supuso el cierre del parador de El Aaiún (1968) en 1976 (reabierto a los pocos meses por Marruecos). Con la Transición se produjo el cambio de titularidad de la Dirección General de Paradores, y sobre todo, su dependencia estatal.
En 1986, tres hoteles de la cadena pública Entursa se incorporaron a la red de Paradores. Fueron los establecimientos emblemáticos del Hostal de los Reyes Católicos en Santiago de Compostela (La Coruña), el hotel La Muralla de Ceuta y el Hostal de San Marcos en León.

### Cambio
Con la llegada de la década de 1990, Paradores vivió un cambio fundamental. El 18 de enero de 1991 se constituyó la sociedad anónima, Paradores de Turismo de España, S.A. El objetivo era hacer de la cadena hotelera una empresa rentable que se sirviera exclusivamente de sus propios beneficios para mantenimiento y explotación de la Red.
En 2012 se hicieron públicas las dificultades económicas de la red Paradores y la necesidad de buscar medidas para garantizar su futuro. En enero de 2013 se decidió el cierre temporal de varios establecimientos para intentar paliar la situación, después de llegar a un acuerdo con los trabajadores.
La red de Paradores está formada por 98 establecimientos (97 en España y uno en Portugal), que cuentan con más de 10 000 plazas hoteleras, y está presente en todas las provincias españolas, salvo Vizcaya y Baleares. Esta última cuenta con un parador ya terminado pero sin inaugurar en la Villa Alta de Ibiza.

## Reconocimientos
Entre los distintos galardones recibidos a lo largo de su funcionamiento está el reconocimiento como Embajadores Honorarios de la Marca España por haber contribuido significativamente a la generación y al fortalecimiento de una imagen positiva de España en el exterior. Esta acreditación fue entregada en marzo de 2020 por los Reyes de España.